# La Madeleine-Villefrouin
La Madeleine-Villefrouin è un comune francese di 32 abitanti situato nel dipartimento del Loir-et-Cher nella regione del Centro-Valle della Loira.

## Storia

### Simboli
Lo stemma comunale è stato adottato il 4 aprile 2025.
Il vaso per unguento è attributo di Maria Maddalena, santa patrona del comune; la croce templare è legata alla "Villa Frouin", una masseria dipendente dalla commenda di Arville nel XII secolo; il covone rappresenta l'agricoltura, la fascia ondata il fiume Sixtre, il giglio è ripreso dallo stemma del dipartimento.

## Società

### Evoluzione demografica
Abitanti censiti